# Kecamatan Tigaraksa
Kecamatan Tigaraksa är ett distrikt i Indonesien.   Det ligger i provinsen Jawa Barat, i den västra delen av landet, 40 km väster om huvudstaden Jakarta.